# Henryk Furmankiewicz
Henryk Furmankiewicz (ur. ok. 1909, zm. 22 maja 1987) – polski prawnik.

## Życiorys
Syn Stefana. W stopniu plutonowego podchorążego działając pod pseudonimem „Nurt” uczestniczył w powstaniu warszawskim.
Zmarł 22 maja 1987 w wieku 78 lat. Został pochowany na cmentarzu Powązkowskim w Warszawie (kwatera 265-3-26). Jego żoną była Halina z domu Ziemińska (zm. 2001 w wieku 81 lat).

## Publikacje
- Akty oskarżenia i rewizje. Zasady sporządzania i przykłady (1954, współautorzy: Leon Penner, Maciej Majster)[4]
- Akty oskarżenia i rewizje oskarżyciela publicznego. Zasady sporządzania i wzory (1961, współautor: Stefan Markowski)[5]

## Odznaczenia i ordery
- Krzyż Kawalerski Orderu Odrodzenia Polski (1954)[1]
- Medal 10-lecia Polski Ludowej (1955)[6]